# Francisco López Caro

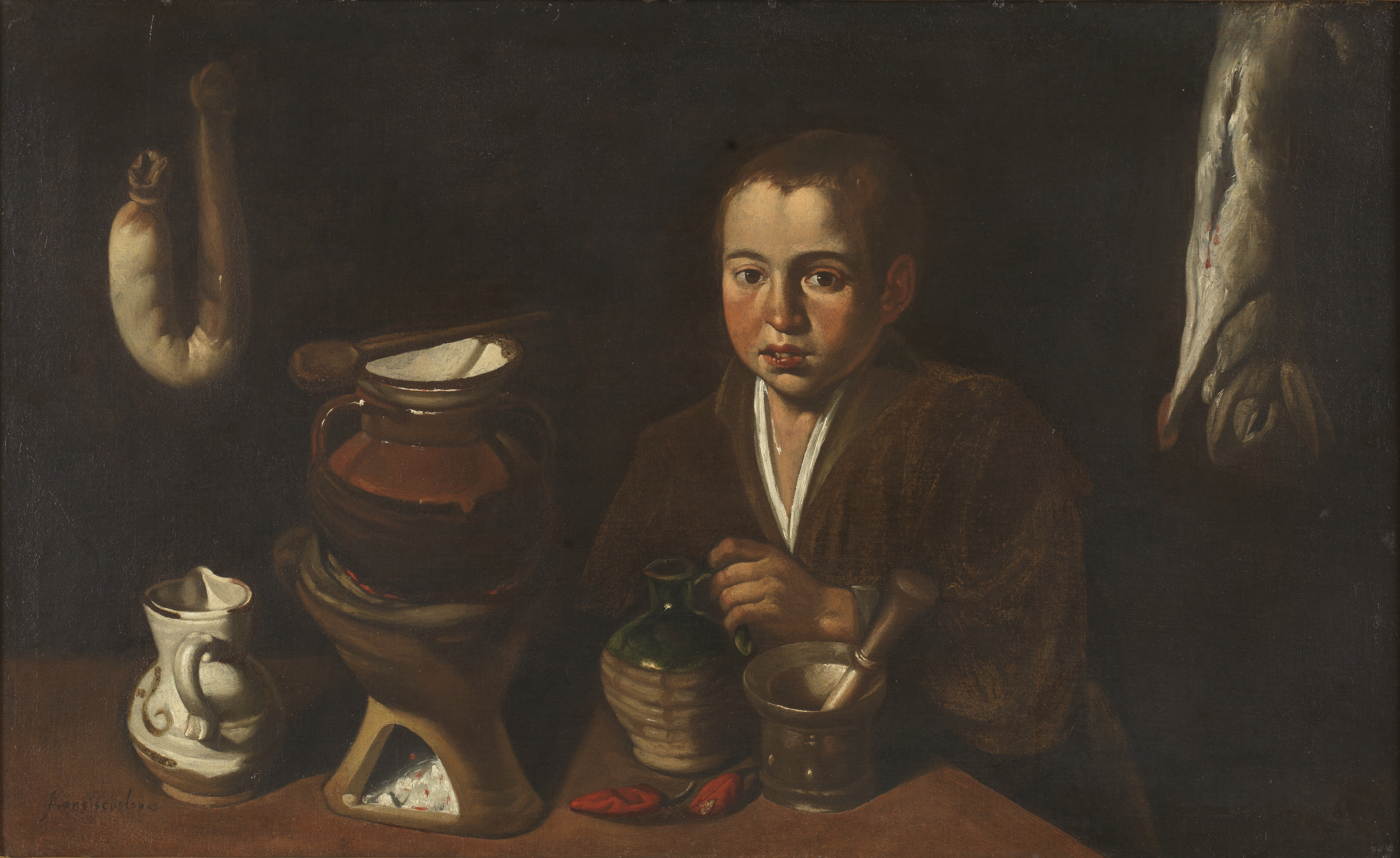
Pícaro de cocina, firmado, óleo sobre lienzo, 60,3 x 99 cm, Madrid, Museo del Prado.

Francisco López Caro (c.1600-c.1661) fue un pintor barroco español nacido en Sevilla y formado en el taller de Francisco Pacheco donde tuvo como condiscípulo y amigo a Diego Velázquez. Gozó de cierta estimación en su tiempo, especializándose en la pintura de bodegón, y fue padre del también pintor Francisco Caro.

## Biografía
En 1659, al testificar en las informaciones sobre las pretensiones de Velázquez de ingresar en la Orden de Santiago, López Caro se declaraba natural y vecino de Sevilla, de edad de 56 años, aunque luego rectificó y dijo contar con 59, lo que llevaría la fecha de su nacimiento a 1600. En 1608 entró como aprendiz en el taller de Francisco Pacheco por un periodo de seis años. Tres años después lo haría Velázquez, a quien López Caro declaraba conocer desde los nueve años. En su testimonio, enteramente favorable a las pretensiones de hidalguía de su condiscípulo, decía haber conocido también a sus padres y a sus abuelos paternos y que siempre se habían comportado como tales hidalgos.
Se examinó para ejercer el oficio de pintor de imaginería y dorador de oro en 1620, actuando como examinadores Juan de Uceda y Miguel Güelles. La relación con Velázquez debió de ser en estos primeros años muy estrecha, haciéndose extensiva a la familia. En julio de 1621 entró en su taller para aprender el oficio Diego de Melgar, quien anteriormente había sido aprendiz de Velázquez. Un año después Velázquez dio un poder a Pacheco teniendo a López como testigo. Y en 1624 la hermana del pintor, Juana López Suárez, hizo testamento en Madrid, nombrando a Velázquez albacea y heredero a su hermano, encargándose Pacheco de cobrar a su yerno lo que correspondía a López de la herencia.
La única obra firmada del pintor, el Niño en la cocina ingresado en 2015 en el Museo del Prado con la donación Plácido Arango, debe de datar de estos años y se trata precisamente de un bodegón con figura, la de un pícaro entre cacharros de cocina y alguna pieza de caza, a la manera de los bodegones pintados por Velázquez en Sevilla, próximo a sus maneras aunque notablemente más tosco.

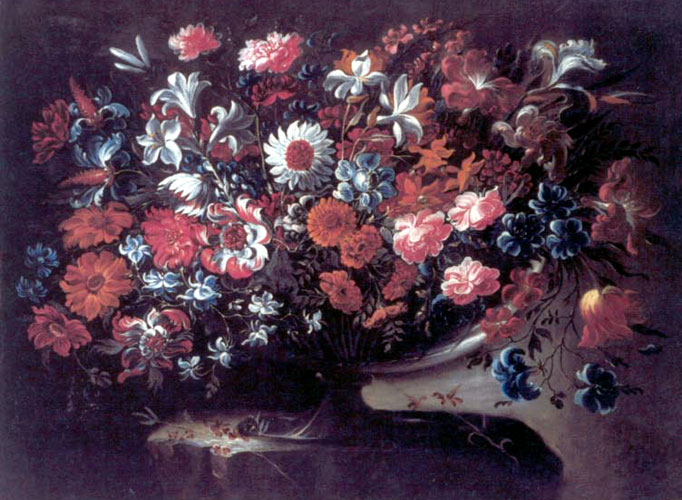
Florero, óleo sobre lienzo (88 x 111 cm.) atribuido a Francisco López Caro, comercio anticuario.

No hay constancia de que hiciese otras pinturas de este género tras la partida de Velázquez, pero algunas obras de carácter burlesco pintadas en sus últimos años con destino a América podrían encajar en este género. La documentación existente indica que llegó a adquirir cierta especialización en la pintura de bodegón. Así, en el inventario de sus bienes con motivo de contraer segundas nupcias en 1629 se registraban diversos cuadros de flores y frutos. En septiembre de 1633 se comprometió con Juan Martínez Montañés a pintarle cuarenta bodegones de aproximadamente 55 x 81 cm, en cada uno de los cuales debía representar un alimento según se detallaba pormenorizadamente en el contrato, principalmente frutas, verduras, piezas de caza, algún dulce y algunos gatos. El plazo para su realización era de cuatro meses, y por ellos percibiría mil reales.
A pesar de su aprendizaje con Francisco Pacheco no parece que López adquiriese sus intereses eruditos. En el inventario de sus bienes no figuran libros. Pero a su hijo, Francisco Caro, quien entonces contaba con nueve años de edad, le puso en 1633 maestro de primeras letras. Disponía, además, de un esclavo negro, que en 1635, con 18 años, huyó de su casa. Y años más tarde, en 1649, se le encargará recopilar en unión de Bartolomé Esteban Murillo las imágenes de Fernando III existentes en Sevilla como parte del proceso de canonización, siendo elegidos para esa tarea por ser dos de los pintores de mayor prestigio en la ciudad.
Consta también que hizo algunas pinturas religiosas. Al contraer matrimonio su hijo, en 1655, le hizo donación de una pintura de su mano copia del San Jerónimo de Pietro Torrigiano, que se encontraba en el convento de San Jerónimo de Buenavista.
Antonio Palomino, deficientemente informado, afirma en su breve reseña biográfica que fue discípulo de Juan de Roelas y que destacó como retratista, habiendo visto él algunos de sus retratos en la corte. Añadía que había muerto en 1662 en Madrid, donde residía su hijo al menos desde 1658, cuando se le contrató para hacer las pinturas de la capilla de San Isidro en la iglesia de San Andrés. Ceán Bermúdez afirma que el traslado hubo de tener lugar antes de 1660, pues no figura entre los artistas que en esa fecha crearon la Academia sevillana, suponiendo que viajaría a la corte para «tener la satisfacción de ver los progresos que hacía su hijo». Además, corrigiendo a Palomino, que fijaba su nacimiento hacia 1592, él lo fijó en 1598 partiendo de la declaración que en 1652 prestó el pintor en la causa de la canonización de Fernando III el Santo, deshaciendo la confusión con el madrileño Francisco López en que había incurrido el cordobés.